# 置戸赤十字病院
置戸赤十字病院（おけとせきじゅうじびょういん）は、北海道常呂郡置戸町にある医療機関。日本赤十字社北海道支部が運営する病院である。置戸町の市街地に位置し、置戸町唯一の病院として地域医療に携わっている。

## 沿革
- 1947年1月 - 北見赤十字病院置戸分院として開設。
- 1954年4月 - 北見赤十字病院より独立、置戸赤十字病院と改称。

## 診療科
- 内科
- リハビリテーション科
- 皮膚科（2012年4月より当面の間休診）
- 麻酔科（2006年1月より当面の間休診）

## 医療機関の指定等
- 保険医療機関
- 労災保険指定医療機関
- 指定自立支援医療機関（精神通院医療）
- 生活保護法指定医療機関

## 交通アクセス
- 北見・訓子府駅方面より北海道北見バス訓子府・置戸・勝山・陸別線で置戸下車、徒歩2分。